# Philips Hue
Philips Hue est une gamme d'ampoules LED à changement de couleur et d'ampoules blanches pouvant être contrôlées sans fil. La gamme Philips Hue a été la première ampoule connectée de ce type sur le marché. Ces lampes sont actuellement conçues et fabriquées par Signify N.V., anciennement la division Philips Lighting de Royal Philips N.V..

## Produits

### Fonctionnement

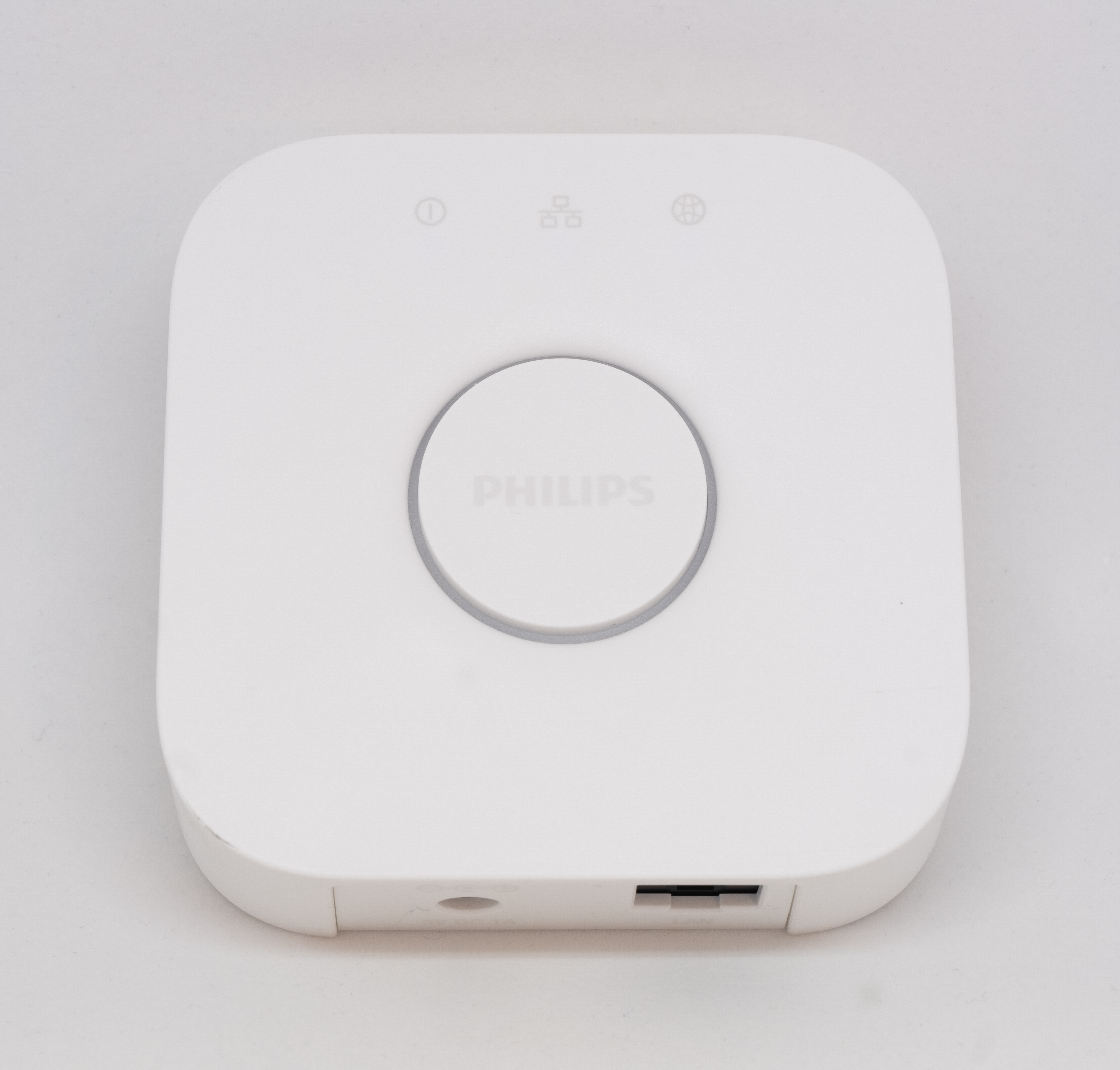
Le Hue Bridge, contrôleur central de l'écosystème Philips Hue.

Le Hue Bridge est le contrôleur central du système d’éclairage, permettant aux ampoules de "communiquer" avec Apple HomeKit et l’application associée. En 2016, Philips a lancé un nouveau bridge v2 en forme de carré, doté d’une mémoire et d’une vitesse de processeur accrues, remplaçant le bridge v1 rond. Le bridge de première génération a reçu sa dernière mise à jour logicielle en avril 2020, après quoi le support des serveurs web de Philips a été interrompu. Les fonctionnalités telles que le regroupement des lumières en pièces et la planification de scènes, qui dépendaient des serveurs de Philips pour formater les instructions pour le bridge, n'étaient plus disponibles. Les utilisateurs du bridge v1 ont dû passer au bridge v2 pour conserver le contrôle de leur configuration.
Le système Hue a été lancé en octobre 2012 sur l’Apple Store et présenté comme le premier appareil d’éclairage contrôlé via iOS. Les produits commercialisés avant 2019 utilisent le protocole Zigbee Light Link, un sous-ensemble compatible de Zigbee 3.0, tandis que les produits plus récents communiquent via Bluetooth ou Zigbee 3.0. Les interrupteurs intelligents, détecteurs de mouvement et autres accessoires, tels que le Hue HDMI sync, utilisaient initialement le protocole Zigbee Home Automation, avant de prendre en charge Zigbee 3.0. Les composants du système Hue peuvent être contrôlés via Internet, généralement à l'aide d'applications pour smartphone sur des réseaux cellulaires ou Wi-Fi, ou par une interface de commande vocale pour la domotique. Les commandes sont transmises au bridge via une connexion Ethernet filaire, puis relayées aux appareils via le réseau maillé Zigbee.
À ses débuts, le système proposait des ampoules capables de produire jusqu’à 600 lumens, une limite qui a ensuite été portée à 1600 lumens.
En juillet 2018, une version extérieure de la gamme Philips Hue a été introduite. En octobre 2018, une gamme d’éclairages autonomes axée sur le divertissement a été lancée. En janvier 2019, Philips a annoncé des capteurs et éclairages extérieurs supplémentaires.

### Gamme de couleurs

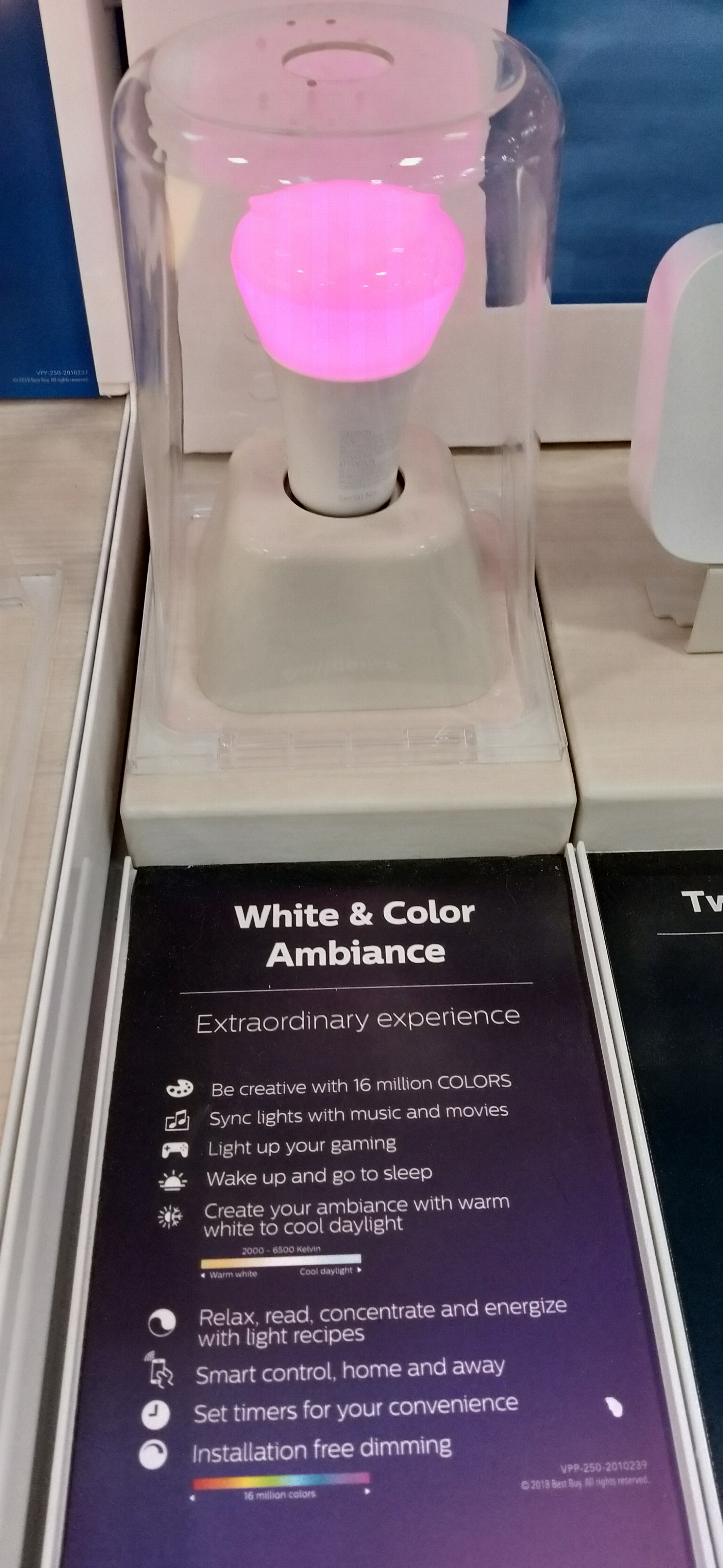
Une ampoule Hue White and Color Ambiance

Trois types de couleurs Philips Hue sont disponibles, tous dimmables : White, White Ambiance et White and Color Ambiance.
- Les ampoules White produisent une lumière blanche avec une température de couleur fixe de 2700K (blanc chaud).
- Les ampoules White Ambiance produisent une lumière blanche avec une température de couleur ajustable entre 2200K (blanc chaud doux) et 6500K (lumière du jour).
- La gamme White and Color Ambiance peut générer une lumière blanche ajustable entre 2000K et 6500K, ainsi qu’une lumière colorée réglable.

### Connectivité Bluetooth
Depuis juin 2019, toutes les ampoules Philips Hue prennent en charge le Bluetooth via l’application Philips Hue Bluetooth, ce qui rend l’utilisation d’un pont Hue (Hue Bridge) facultative pour des opérations basiques. Cependant, le pont Hue permet d’accéder à des fonctionnalités supplémentaires.
- Jusqu'à dix ampoules peuvent être contrôlées via Bluetooth (les services de localisation doivent être activés) avec une portée annoncée de 9,1 mètres (30 pieds).

L’utilisation du Hue Bridge offre des avantages supplémentaires, notamment :
- Le contrôle de jusqu’à 50 lumières.
- L’attribution de noms aux pièces.
- Le contrôle vocal complet.
- La configuration des accessoires intelligents Hue.
- La définition de minuteries et de plannings.
- Le contrôle à distance (hors domicile).
- La création de routines pour allumer ou éteindre les lumières.
- La synchronisation des lumières avec des dispositifs de divertissement.

### Failles de sécurité
Une faille de sécurité a été découverte et corrigée en 2016 : les ampoules, ainsi que potentiellement d'autres appareils ZigBee, pouvaient être contrôlés à distance par n'importe qui à l'aide d'un équipement peu coûteux. Des chercheurs ont réussi à tromper les lumières pour leur faire installer une mise à jour de firmware malveillante, permettant de les contrôler depuis une distance de 70 mètres (230 pieds).